# JoBeth Williams
Margaret JoBeth Williams, född 6 december 1948 i Houston i Texas, är en amerikansk skådespelare och regissör.

## Filmografi i urval
- 1979 – Kramer mot Kramer
- 1980 – Dårfinkarna
- 1981 – Krigshundarna
- 1982 – Poltergeist
- 1983 – Människor emellan
- 1983 – Dagen efter (TV-film)
- 1986 – Poltergeist II - Den andra sidan
- 1991 – Switch
- 1992 – Stopp! Annars skjuter morsan skarpt
- 1994 – Mighty Max (gäströst i TV-serie, avsnittet "Countess")
- 1994 – Wyatt Earp
- 1995 – Klienten (TV-serie)
- 2007 – In the Land of Women
- 2007 – Sybil (TV-film)
- 2011–2014 – Hart of Dixie (TV-serie)